# يسبر ماتسون (لاعب كرة قدم)
يسبر ماتسون (بالسويدية: Jesper Mattsson)‏ هو لاعب كرة قدم سويدي، ولد في 18 أبريل 1968 في فيسبي في السويد. لعب مع نادي هالمستاد ونادي هكن ونوتينغهام فورست.

## وصلات خارجية
- يسبر ماتسون على موقع قاعدة بيانات كرة القدم.إي يو (الإنجليزية)
- يسبر ماتسون على موقع ناشيونال فوتبول تيمز (الإنجليزية)
- يسبر ماتسون على موقع Soccerbase.com (لاعب) (الإنجليزية)
- يسبر ماتسون على موقع عالم كرة القدم.نت (الإنجليزية)